# Ivan Glavota
Ivan Glavota je hrvatski reprezentativac u športu hokeju na ledu.
Nastupio je za Hrvatsku na svjetskom prvenstvu divizije II 2007. Tada je bio igrao u američkoj CHL-ligi.